# LBA
LBA (англ. Logical block addressing) — метод доступу до секторів за порядковим номером, при якому не зважають на геометрію диску.
LBA – механізм адресації і доступу до блоку даних на жорсткому диску, при якому системному контролеру немає необхідності враховувати геометрію самого жорсткого диска (кількість циліндрів, сторін, секторів на циліндрі). Контролери сучасних IDE-дисків як основний режим трансляції адреси використовують LBA. Привод, здатний підтримувати режим LBA, повідомляє про це в інформації ідентифікації приводу. 
Суть LBA полягає в тому, що кожен блок, що адресується на жорсткому диску має свій номер, ціле число, починаючи з нуля (тобто перший блок LBA = 0, другий LBA = 1, ...) LBA 0 = Циліндр 0/Головка 0/Сектор 1 .

## Особливості
Ще одна перевага методу адресування LBA – те, що обмеження розміру диска обумовлено лише розрядністю LBA. В наш час[коли?] для створення номера блоку використовується 48 біт, що при використанні двійкової системи числення дає можливість адресувати на приводі (248) 281 474 976 710 656 блоків.

## Інші схеми адресації
LBA замінює собою більш ранні схеми (CHS і Large), в яких потрібно було враховувати фізичні особливості устрою дисків.